# 羅尚忠
羅尚忠（1584年—1627年），字孝可，號心華、又号化城，南直隶池州府青陽縣軍籍。

## 生平
万历四十年（1612年）壬子科应天乡试举人，四十一年（1613年）联捷癸丑科進士，授浙江平湖知县，丁内艰，服阕，四十七年补江西建昌知县，皆有循声。天啓二年四月行取为户科给事中，巡视光禄寺，疏参戚臣郑养性（万历郑贵妃侄）。三年四月上疏请追复建文年号、庙祀，仍乞表章当年死事诸臣。疏上，虽未允行，然举朝尽服其言。三年六月与行人司行人甘学阔册封楚府东安王朱华囗。八月升刑科右给事中，疏言内廷之留中，语多刺及魏忠贤。四年升刑科左，管太仓银库，升兵科都给事中，五年二月任会试同考试官，八月疏参辽东总兵马世龙骄贪罪状，且言枢辅孙承宗信非其人，所伤实多。六年四月以宁远叙捷，升职一级，升太常寺少卿，寻升光禄寺卿，仍管太常寺少卿事。六年闰六月奉命以追谥献怀太子往省直开读圣旨，十月加服俸一级。天启七年（1627），奉命出行，途中猝然病逝。
墓在县西八都。

## 家族
曾祖羅山，知縣。祖父羅慎祥，主簿。父罗世宠，诰封通议大夫。